# Рубакин, Николай Александрович
Никола́й Алекса́ндрович Руба́кин (1 (13) июля 1862, Ораниенбаум, Санкт-Петербургская губерния, Российская империя — 23 ноября 1946, Лозанна, Швейцария) — русский библиограф, книговед, популяризатор науки и писатель.
Выступив как общественный деятель, много способствовал просвещению трудового населения России, написал и издал большое количество популярных книг по разным вопросам естествознания, публицистических сочинений, исторических и приключенческих повестей, научно-фантастических рассказов. Развил теорию самообразования, составил одно из первых систематических руководств по библиографии, издательскому и библиотечному делу в России. Оказавшись в эмиграции после поражения Первой русской революции и начавшейся реакции (1907), прежних своих занятий не оставил, собранную в годы эмиграции большую библиотеку завещал Советской России. Произведения Рубакина переведены на иностранные языки и языки народов СССР.

## Биография

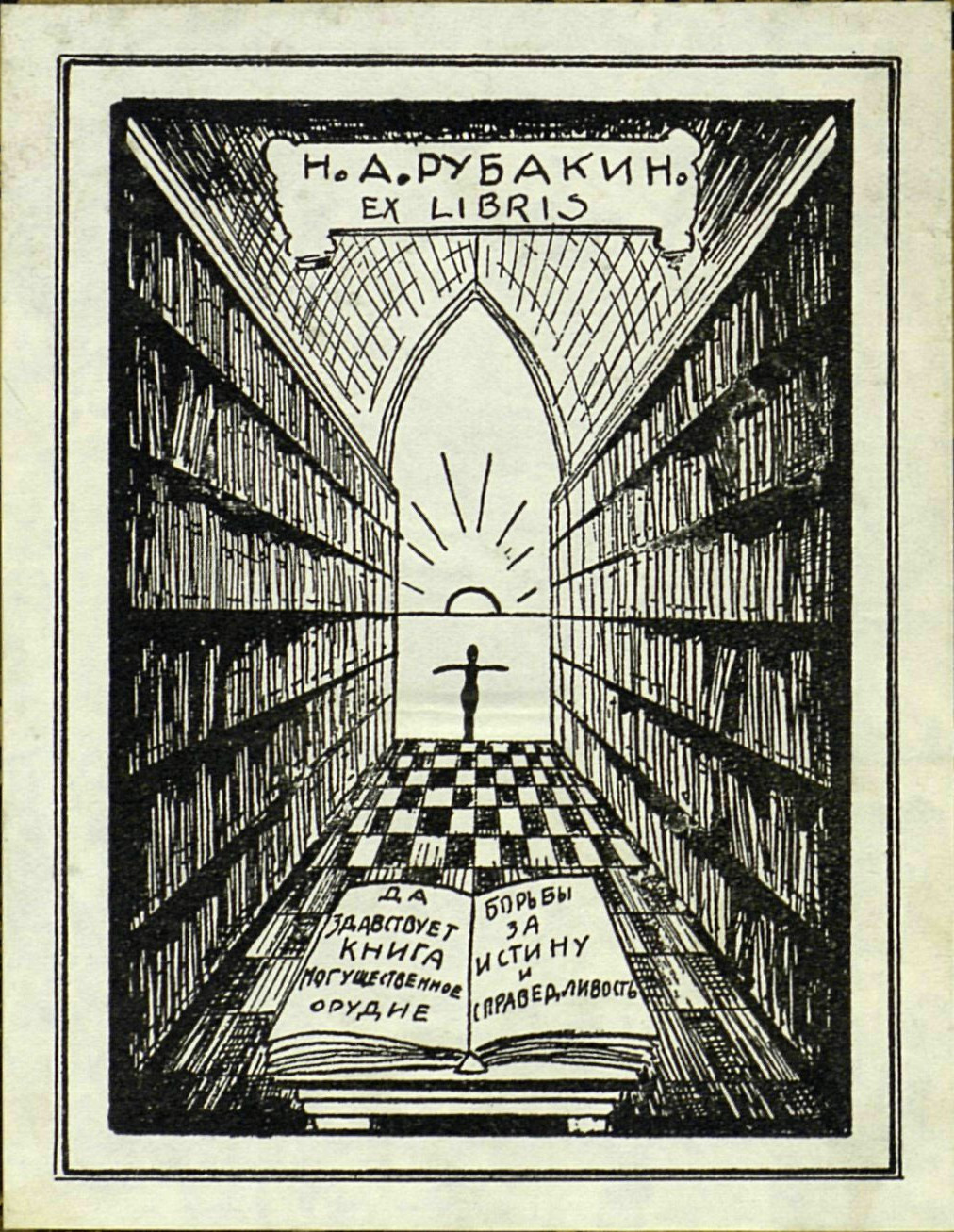
Экслибрис Рубакина Н. А. на одной из книг его коллекции

Родился в купеческой семье, происходившей из Псковской губернии; отец, Александр Иосифович Рубакин (1830—1896), купец 2-й гильдии, торговал лесом, владел баней и несколькими домами, в течение 18 лет возглавлял городское самоуправление в Ораниенбауме (ныне — город Ломоносов). По настоянию отца, человека строгого и расчётливого, Николай среднее образование получал в реальном училище и готовился продолжить семейное дело, уже с детства, изучая практическую торговлю, продавал веники в бане. Учился плохо, учебную дисциплину не соблюдал, был и второгодником. От матери, Лидии Терентьевны (?—1905), в свою очередь, перенял любовь к книгам, школьником пробовал писать пьесы, роман, статьи.
В 1873 году семья переезжает в столицу. В 1887 году окончил с золотой медалью за работу «Развитие крови в сердце у зародыша цыплёнка» Императорский Санкт-Петербургский университет, пройдя курс обучения на естественном факультете, одновременно посещая все лекции на историко-филологическом и юридическом факультетах. Занимался в студенческом кружке по физиологии вместе с Александром Ульяновым.
Ещё студентом мечтавший стать просветителем, по окончании учёбы Николай сознательно посвятил себя издательско-библиотечной деятельности в духе народничества конца XIX века. Однако же сразу после окончания университета был подвергнут аресту и помещён под гласный надзор полиции. Обнаружив дальнейшее равнодушие и к учёной, и к административной карьере, Рубакин открыл собственную частную общедоступную библиотеку (основу составили 6000 книг матери, впоследствии средства на пополнение фонда добывал написанием статей, редакторской работой, сотрудничеством в книжных издательствах О. Поповой, И. Сытина, Гершунина, Александры Калмыковой). Он сам подбирал учебные пособия, прогрессивные издания, получал и хранил нелегальную литературу, однако прямо революционной деятельности в ущерб литературной сторонился. Отличительной чертой Рубакина-популяризатора было уважение к читателю, а главным правилом — всякую истину надо доказать.
Печататься Николай Александрович начал очень рано — в 1875 году, и это были сатирические стихи.
В 1889 году Рубакин женился на дочери чиновника из Вологды Надежде Игнатьевой, и вскоре у них родился сын Александр.
Систематически изучая потребности российской читающей публики, Рубакин, составив сначала «Опыт программы по исследованию литературы для народа» (1889), а затем, вступив в переписку с многочисленными лицами, отозвавшимися на публикацию этой программы, использовав и другие исследования русского книжного и библиотечного дела, собрал и издал «Этюды о русской читающей публике» (1895).

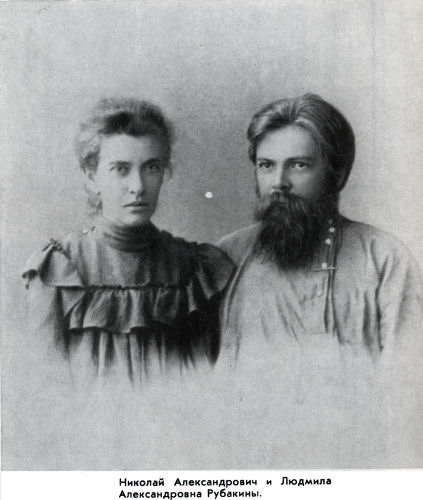
Н. А. Рубакин и его вторая жена, начало XX века

Усмотрев в «учёном исследовании» Рубакина опасную для себя направленность, власти выслали его в Рязань, а в 1901 году, после того как литераторы Петербурга выступили с протестом против избиения студенческой демонстрации, Рубакин был выслан в Крым, где он жил на даче под Алуштой у знакомого профессора-метеоролога В. П. Коломийцева. Знакомство с его женой, Людмилой Александровной (урожд. Бессель), привело к тому, что в 1902 году Рубакин развёлся и женился на Людмиле Александровне.
В Крыму Рубакин познакомился с Брешко-Брешковской, под влиянием которой вступил в партию эсеров (вышел в 1909 году после дела Азефа). Из Крыма Рубакин был отправлен в Новгород, а оттуда в 1904 году по приказу министра внутренних дел Плеве был «навсегда» выслан за границу, но после убийства министра на следующий год получил разрешение вернуться.
Труд Рубакина «Среди книг» (1906), представлявший собой рекомендательный книжный указатель по всем областям знаний, в дальнейшем пополнялся, 2-е издание было напечатано уже в трёх томах.
В октябре 1907 года Николай Рубакин был вынужден эмигрировать — уехал в Швейцарию. Там он открыл русскоязычную общедоступную библиотеку, постоянно пополняемую книгами, выходившими в России.
Самые известные книги Рубакина — «Этюды о русской читающей публике» (1895), «Среди книг» (1905), «Письма к читателям о самообразовании» (1913).
С 1923 по 1928 год в СССР было переиздано 23 книги Рубакина (тиражом около 166 000 экземпляров), а, кроме того, ввезено несколько его книг по естествознанию, изданных за границей тиражом почти 50 000 экземпляров. Первую собранную библиотеку (около 130 000 томов), он подарил в 1907 году Петербургской лиге образования, вторую (около 100 000 томов) завещал Государственной библиотеке имени В. И. Ленина в Москве.
В годы Второй мировой войны помогал советским пленным, которым удалось бежать в Швейцарию.

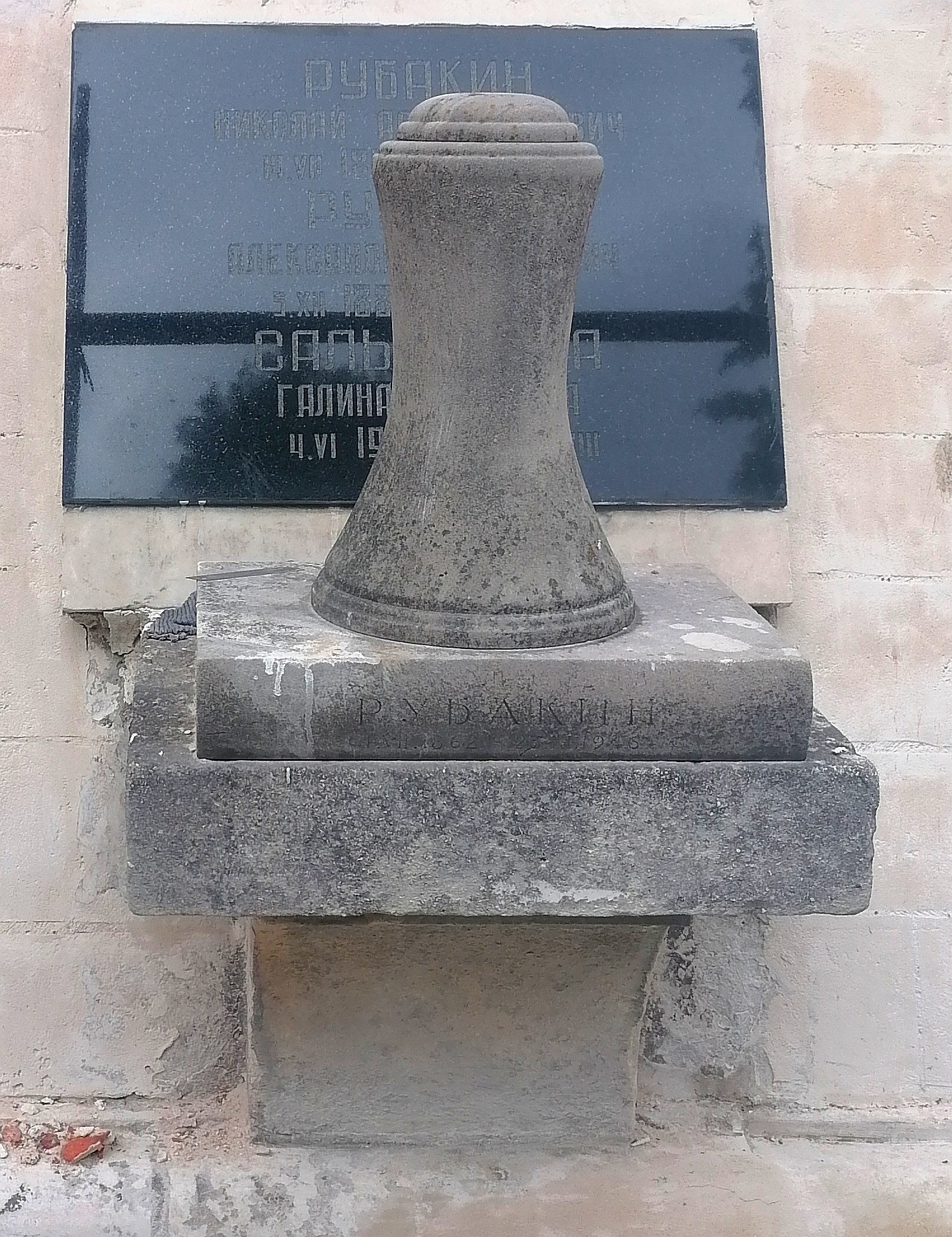
Захоронение Рубакина на Новодевичьем кладбище

Скончался в 1946 году в Лозанне, был кремирован и по завещанию похоронен в Москве на Новодевичьем кладбище.
Его сын, профессор Александр Николаевич Рубакин (1889—1979), вернувшийся в 1944 году в СССР, писал о перевезённой в 1948 году в Москву библиотеке отца:

В Ленинской библиотеке она занимает целых полэтажа книгохранилища и значится под литерами «Фонд Рб» — вся она стоит там целиком как памятник его мысли и творчества. По ней изучают его систему классификации книг и знаний. Все книжные богатства, накопленные отцом, вернулись советскому народу.
В 1948 году прах Н. А. Рубакина был доставлен из Лозанны в Москву и захоронен в Стене старых большевиков на Новодевичьем кладбище. Надгробие имеет вид печати, лежащей на каменной книге, на которой выгравированы слова: «Да здравствует книга — могущественнейшее орудие борьбы за истину и справедливость!»

## Вклад в культуру
По мнению специалистов по библиотечному делу Н. А. Рубакин был «энциклопедистом вне времени и пространства». Им собраны словари и энциклопедии, сборники статистических сведений по Российской империи, учебные пособия и плакаты, книги по социалистическому строительству, художественная литература, книги для детей, альбомы по искусству, редкие издания. Все эти богатства вернулись и служат народу его отчизны. Он был «проводником знания» без политического окраса, «великим сеятелем на ниве народного просвещения» под девизом: «Да здравствует книга — могущественнейшее орудие борьбы за истину и справедливость!».
Литературное творчество Рубакина и его место среди писателей было отмечено Г. В. Плехановым как особое. Николай Александрович писал научные книги популярного характера, стремясь сделать их понятными и нужными для читателя, независимо от его образованности и круга интересов. Рубакин изучал интересы современников, собирал и учитывал их пожелания, выяснял связи социально-экономического положения и психического типа. Собранные сведения позволяли создавать специализированную литературу в соответствие читательским типам.
Заслуги Н. А. Рубакина были признаны и в Российской империи, и за рубежом, и в Советской России (в частности, он имел положительные отзывы от В. И. Ленина — за рекомендательный указатель «Среди книг»). Его литературное и научное наследие огромно: 280 книг и брошюр, свыше 350 журнальных публикаций. За заслуги в области просвещения в 1930 году Советское правительство установило ему персональную пенсию.

### Библиопсихология
Создатель библиопсихологии — науки о восприятии текста. Разрабатывал идеи Эмиля Эннекена, автора «Эстопсихологии». Научное наследие Рубакина широко используется в психолингвистике.
В 1916 году создал секцию библиологической психологии при педагогическом институте Ж. Ж. Руссо в Женеве, а в 1920 году вместе со швейцарскими учёными А. Феррьером, Э. Кларедо, П. Бове и П. Отле на базе своей библиотеки преобразовал её в Международный институт библиологической психологии. В 1922 году в Париже вышло в свет в 2-х томах «Введение в библиологическую психологию» на французском языке — «Introduction a la psychologie biblioloque», в 1928 году в Москве — работа Рубакина «Психология читателя и книги», переизданная в 1977 году, в которой излагались основы библиопсихологии.

### Научные сочинения
- Этюды о русской читающей публике : Факты, цифры и наблюдения. — СПб.: О. Н. Попова, 1895. — 246 с.
- Как, когда и почему появились люди на Земле?. — СПб.: Прометей, 1909. — 112 с.
- Опыт программы исследования литературы для народа. — СПб.: типо-лит. Месника и Римана, 1889. — 30 с.
- Книжный поток. Факты и цифры из истории книжного дела в России за последние 15 лет. — 1903.
- Русские читатели и их обстановка. — 1905.

#### For citation
- Россия в цифрах. Страна. Народ. Сословия. Классы : Опыт стат. характеристики сословно-классового состава населения рус. государства : (На основании офиц. и науч. исслед.). — СПб.: Изд-во «Вестн. знания» (В. В. Битнера), 1912. — 216 с.[24]

«Россия в цифрах» была написана на основе обобщения материалов Всероссийской переписи населения 1897 года, по признанию специалистов, — одной из самых удачно осуществлённых в истории России. Переиздана в 2009 году.

- Письма к читателям о самообразовании : Как начинающие читатели должны приступать к нему и как вести его. — СПб.: Н. П. Карбасников, 1913. — 369 с.
- О сбережении сил и времени в деле самообразования: Крат. отчет об одном опыте практ. содействия всем стремящимся к самообразованию применительно к их личн. особенностям, а также к условиям их жизни: Докл., чит. на Первом жен. съезде по жен. образованию в С.-Петербурге 3 янв. 1913 г.. — СПб.: АО тип. дела, 1914. — 122 с.
- Практика самообразования: (Среди кн. и читателей): Опыт системы самообразовательного чтения применительно к личн. особенностям читателей. — М.: Наука, 1914. — 260, 258 с.
- Среди книг: Опыт обзора рус. кн. богатств в связи с историей науч.-филос. и лит.-обществ. идей: Справ. пособие для самообразования и для систематизации и комплектования общеобразоват. б-к, а также кн. магазинов (не закончено). — М.: Наука, 1911—1915. — Т. 1—3.
- Введение в библиологическую психологию (на французском языке). — 1922.
- Что такое библиологическая психология?. — Л.: Колос, 1924. — 61 с.
- Психология читателя и книги. — 1928.
- Как заниматься самообразованием. Сборник / Сост. и вступ. статья Т. К. Крук. — М.: Советская Россия, 1962. — 127 с.
- Избранное, 2 тома / (Вступительная статья Б. А. Смирновой. Реальный комментарий А. А. Беловицкой). — М.: Книга, 1975.
- Психология читателя и книги. — М.: Всесоюзная книжная палата, 1977. — 230 с.

###### Литературные произведения и научно-популярные работы
- Из мира науки и из истории мысли.,
- Рассказы о друзьях человечества.,
- Испытания доктора Исаака: Старин. быль. — М.: И. Ф. Жирков, 1889. — 47 с.
- Рассказы о великих и грозных явлениях природы. — СПб.: С.-Петерб. ком. грамотности, сост. при Имп. Вольн. экон. о-ве, 1892. — 115 с.
- Вода на земле, под землей и над землей. — М.: Посредник, 1895. — 69 с.
- Рассказы о делах в царстве животных.,
- Рассказы о Западной Сибири или о губерниях Тобольской и Томской, и как там живут люди. — М.: Посредник, 1895. — 166 с.
- Великий инквизитор (Под гнетом времени). Историческая хроника XIII века о Лангедонских еретиках, извлеченная из архивов книжным червяком. — 2-е, доп. и испр. — Петроград: Просвещение, 1896. — 124 с.
- Рассказы о друзьях человечества: Шесть биографий для юношества / Под ред. В. В-ва. — М.: тип. т-ва И. Д. Сытина, 1896. — 333 с.
- Рассказы о подвигах человеческого ума [или О чудесах науки]. — М.: тип. т-ва И. Д. Сытина, 1898. — 98 с.
- Приключения двух кораблей или Рассказы о царстве вечного холода. — СПб.: О. Н. Попова, 1896. — 112 с.
- Рассказы о делах в царстве животных. — М.: тип. т-ва И. Д. Сытина, 1897. — 174 с.
- Чудо на море, или Приключения на волнах и под волнами: Рассказ старого амер. моряка. — М.: т-во И. Д. Сытина, 1897. — 39 с.
- Рассказы о жаркой стране, или Приключения среди черных дикарей трех английских путешественников Спика, Гранта и Бекера: [Ч. 1 и 2]. — СПб.: тип. А. Пороховщикова, 1899. — 240, II, 142 с.

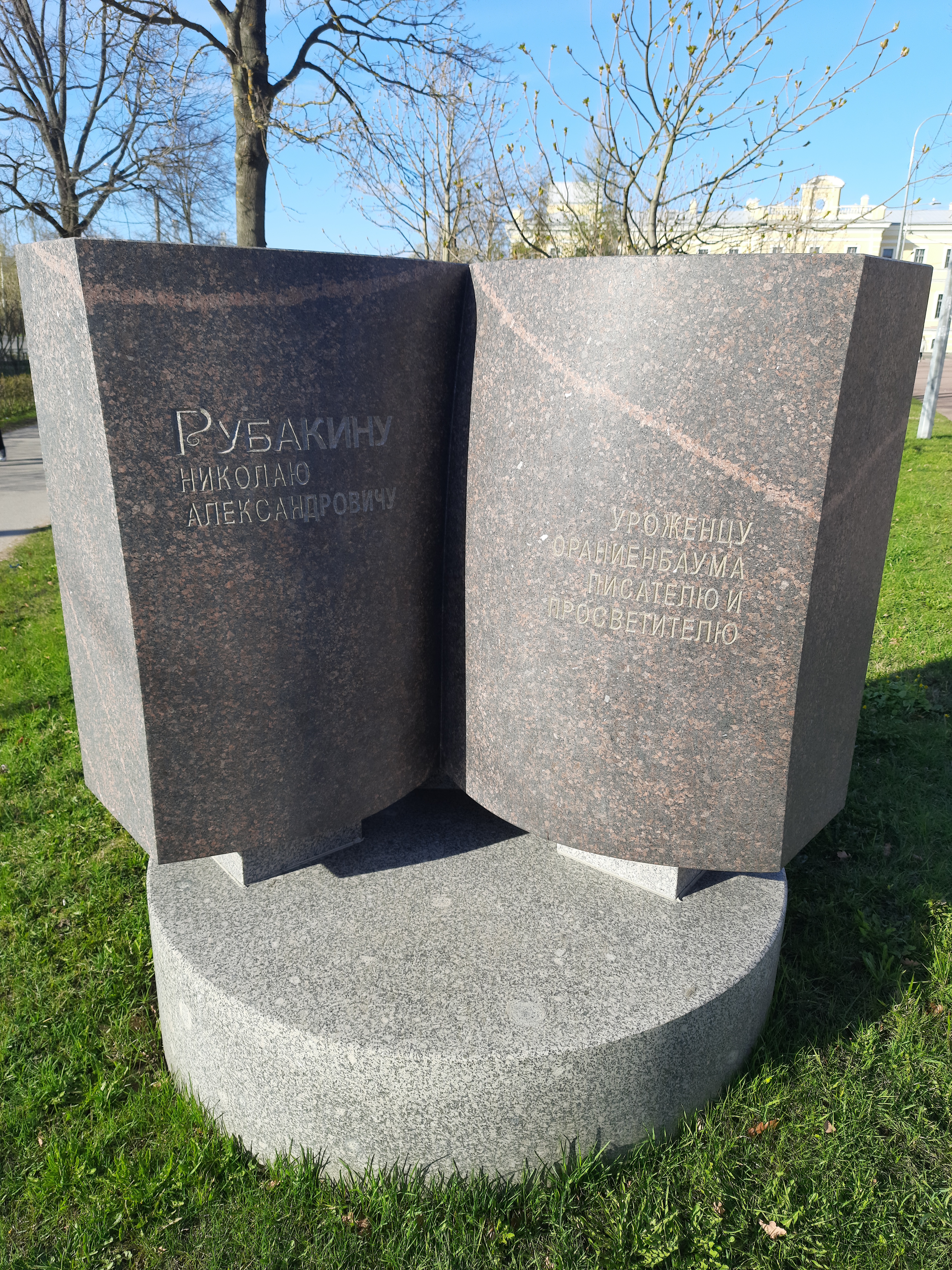
Памятный знак Рубакину в Ломоносове

- Что есть на небе? Рассказ об устройстве Вселенной.
- Вещество и его тайны. Как построена Вселенная из различных веществ.
- Доктор Гассан. Рассказ о приключениях в Алжире и Сахаре. — СПб.: П. П. Гершунин и К° (Народы и страны. Геогр.б-ка), 1902. — 126 с.
- На необитаемом острове: Рассказ об островах и берегах. — СПб.: П. П. Гершунин и К°, 1902. — 150 с.
- В неведомые страны: Рассказы о замечательных путешественниках разных времен и народов. — СПб.: П. П. Гершунин и К°, 1903. — 86 с.
- В пампасах: Рассказ дедушки Дюрана. — СПб.: П. П. Гершунин и К°, 1903. — 188 с.
- Гибель корабля «Гровенор»: Рассказ о приключениях английских моряков в стране зулусов, готтентотов и бушменов. — СПб.: П. П. Гершунин и К°, 1903. — 189 с.
- Бомба профессора Штурмвельта: Рассказ. — М.: Посредник, 1906. — 16 с.
- Среди шахтёров. Рассказ / (Предисл. И. Евсикова). — Киев: Гослитиздат Украины, 1958.

## Память
- В 1967 году объединены и переименованы в единую улицу Рубакина 2-я Нижняя и Колхозная улицы в Ломоносове.
- Центральная библиотека Ломоносовского района (г. Ломоносов, Швейцарская ул., д. 14) носит имя Н. А. Рубакина[26].
- В ноябре 2016 года в городе Ломоносове установлен памятный знак Н. А. Рубакину (скульптор Николай Карлыханов)[27].
- Проводятся Рубакинские чтения[28][29]
- В 2025 году Центральной библиотекой им. Н. А. Рубакина и НКО «Фонд Никиты Томилина» была учреждена Книжная премия им. Н. А. Рубакина, посвященная нон-фикшн литературе.